# Shahu, Hubei
Shahu (kinesiska: 沙湖, 沙湖镇) är en köpinghuvudort i Kina. Den ligger i provinsen Hubei, i den centrala delen av landet, omkring 74 kilometer sydväst om provinshuvudstaden Wuhan. Antalet invånare är 32 465. Befolkningen består av 15 643 kvinnor och 16 822 män. Barn under 15 år utgör 12,0 %, vuxna 15-64 år 74 %, och äldre över 65 år 12,0 %.
Runt Shahu är det tätbefolkat, med 356 invånare per kvadratkilometer. Närmaste större samhälle är Pengchang, 17,7 km nordväst om Shahu. Trakten runt Shahu består till största delen av jordbruksmark.
Genomsnittlig årsnederbörd är 1 638 millimeter. Den regnigaste månaden är maj, med i genomsnitt 242 mm nederbörd, och den torraste är december, med 28 mm nederbörd.